# Gary Clark, Jr.
Gary Lee Clark, Jr. est un chanteur et guitariste établi à Austin, au Texas. Sa musique, selon ses propres dires, puise ses influences dans le blues, le jazz, la country ou encore le hip-hop. En 2020, il remporte le Grammy Award du meilleur album de blues contemporain avec This Land (en). Pour la chanson-titre de cet album il remporte les grammies de la meilleure chanson rock et de la meilleure prestation rock. La marque de fabrique de Gary Clark Jr. tient en sa voix lisse et ses riffs de guitare saturés.

## Carrière musicale
Gary Clark Jr. commence à jouer de la guitare à l'âge de douze ans. Né et élevé à Austin, il participe à plusieurs petits concerts tout au long de son adolescence, qui l'amèneront à rencontrer Clifford Antone, propriétaire du club musical d'Antone à Austin. Antone est également connu pour avoir propulsé Jimmie et Stevie Ray Vaughan sur le devant de la scène, les deux frères ayant redéfini le blues à l'époque. C'est à la suite de cette rencontre avec Clifford que Clark livre plusieurs performances en s'associant avec quelques icônes de la scène rock'n'roll du Texas, notamment Jimmie Vaughan,
En 2017, il reprend Come Together avec Junkie XL, morceau utilisé comme générique final du film Justice League (2017).
En 2020, il joue dans le biopic sur Elvis Presley réalisé par Baz Luhrmann et apparaît sous les traits du chanteur Arthur Crudup aux côtés de Chaydon Jay et Austin Butler.

## Œuvres caritatives
En 2011, Clark se produit pour le « Keep a Child Alive », une association dont le but est de fournir des traitements, des soins et un soutien aux enfants et à leurs familles atteints de la maladie du SIDA, notamment en Afrique. En duo avec Alicia Keys, cofondatrice et ambassadrice du « Keep a Child Alive », Clark y interprète le titre des Beatles While My Guitar Gently Weeps, en hommage à George Harrison.
En octobre 2020, il participe à la chanson Where is Our Love Song de Stevie Wonder, chanson politique appelant le monde et les Etats-Unis « à l'amour, à la paix et à l'unité » en ces temps troublés, aussi bien par la pandémie de Covid-19 que par le racisme systémique à quelques jours de l'élection présidentielle américaine du 3 novembre. L'ensemble des recettes de cette chanson sera reversé à l'association caritative à but non lucratif Feeding America qui est un réseau de 200 banques alimentaires à travers les Etats-Unis.

## Vie privée
Le 5 novembre 2014, Clark Jr. et la top-model Nicole Trunfio annoncent leur fiancailles. Zion, le premier enfant de cette union, nait l’année suivante.

## Discographie

### Albums studio
| Titre                                                                           | Meilleures positions | Meilleures positions | Meilleures positions | Meilleures positions | Meilleures positions | Meilleures positions | Meilleures positions |
| Titre                                                                           | US                   | AUS                  | FR                   | GER                  | NED                  | NZ                   | UK                   |
| ------------------------------------------------------------------------------- | -------------------- | -------------------- | -------------------- | -------------------- | -------------------- | -------------------- | -------------------- |
| 110 - Parution: 2004 - Label: Hotwire Unlimited                                 |                      |                      |                      |                      |                      |                      |                      |
| Worry No More - Parution: 10 janvier 2008 - Label: Hotwire Unlimited            |                      |                      |                      |                      |                      |                      |                      |
| Blak and Blu (en) - Parution: 22 octobre 2012 - Label: Warner Bros.             | 6                    | 34                   | 93                   | 37                   | 6                    | 6                    | 44                   |
| The Story of Sonny Boy Slim - Parution: 11 septembre 2015 - Label: Warner Bros. | 8                    | 18                   | 126                  | 74                   | 10                   | 13                   | 40                   |
| This Land - Parution: 1er mars 2019 - Label: Warner Bros.                       |                      |                      |                      |                      |                      |                      |                      |

### Albums live
| Titre                                                                    | Meilleures positions | Meilleures positions | Meilleures positions | Meilleures positions | Meilleures positions | Notes |
| Titre                                                                    | US                   | BEL                  | FRA                  | NED                  | UK                   | Notes |
| ------------------------------------------------------------------------ | -------------------- | -------------------- | -------------------- | -------------------- | -------------------- | --- |
| Gary Clark, Jr. Live - Parution: 23 September 2014 - Label: Warner Bros. |                      | 95                   | 159                  | 94                   | 159                  | Tracklist 1. Catfish Blues 2. Next Door Neighbor Blues 3. Travis County 4. When My Train Pulls In 5. Don’t Owe You A Thang 6. Three O’Clock Blues 7. Things Are Changin' 8. Numb 9. Ain’t Messin 'Round 10. If Trouble Was Money 11. Third Stone From The Sun / If You Love Me Like You Say 12. Please Come Home 13. Blak and Blu 14. Bright Lights 15. When The Sun Goes Down |

### EPs
- 2010 - Gary Clark Jr. EP - Hotwire Unlimited

1. Intro (1:37)
2. Bright Lights (5:12)
3. Don't Owe You a Thang (3:33)
4. Please Come Home (5:04)
5. The Life (4:38)
6. Things are Changing (3:49)
7. Outro (4:49)
8. Breakdown (4:16)

- 2011 - The Bright Lights EP - Warner Bros. - released 30 November 2010

1. Bright Lights (5:24)
2. Don't Owe You A Thang (3:35)
3. Things Are Changin' (Live) [Solo Acoustic] (4:31)
4. When My Train Pulls In (Live) [Solo Acoustic] (8:13)

- 2012 - Gary Clark Jr. Presents Hotwire Unlimited Raw Cuts Vol. 1 - Hotwire Unlimited/Warner Bros. - released 30 April 2012 [U.K. vinyl 45 T]

1. Side A Third Stone From The Sun / If You Love Me Like You Say (Live In Charlottesville, VA) (12:32)
2. Side B Bright Lights (Live In London, England) (10:55)

- 2012 - The Bright Lights EP Australian Tour Edition - Warner Bros.

1. Bright Lights (5:24)
2. Don't Owe You A Thang (3:35)
3. Things Are Changin' (Live) [Solo Acoustic] (4:31)
4. When My Train Pulls In (Live) [Solo Acoustic] (8:13)
5. Third Stone From the Sun / If You Love Me Like You Say - (Live In Charlottesville, VA) (12:32)
6. Bright Lights (Live In London, UK) (10:55)

- 2013 - Gary Clark Jr. Presents Hotwire Unlimited Raw Cuts Vol. 2 - Warner Bros. - released 21 April 2013 [U.K. vinyl Side A - 33 T, Side B - 45 T]

1. Side A When My Train Pulls In (Live at The DO512 Lounge in Austin, TX) (16:22)
2. Side B When My Train Pulls In (Album Version) (7:45)